# Muñogalindo
Muñogalindo es un municipio y localidad española de la provincia de Ávila, en la comunidad autónoma de Castilla y León. El término municipal tiene una población de 300 habitantes (INE 2024).

## Geografía
Integrado en la subcomarca de Valle de Amblés, perteneciente a la comarca de Ávila, se sitúa a 20 km de la capital provincial. El término municipal está atravesado por la carretera N-110 entre los pK 273 y 275, además de por carreteras locales que comunican con Solosancho y Sanchicorto. 
El relieve del municipio está formado por las primeras estribaciones de la sierra de Ávila que aparecen en el valle de Amblés, que se extiende por el sur. La altitud oscila entre los 1370 m al noroeste y los 1100 m al sur, estando el núcleo urbano a 1128 m sobre el nivel del mar.
| Noroeste: La Torre            | Norte: La Torre y Padiernos | Noreste: Padiernos  |
| Oeste: Santa María del Arroyo |                             | Este: Padiernos     |
| Suroeste: Solosancho          | Sur: Solosancho             | Sureste: Solosancho |

## Historia
Prehistoria y Edad Antigua
De este periodo datan varios yacimientos arqueológicos de importancia como el de Peñáguila de época prerromana, el Tumbadero de las Vacas de época romana y otros de menor importancia dispersos por el espacio circundante del actual casco urbano, tanto en el monte como en las tierras de labor. 
Edad Media

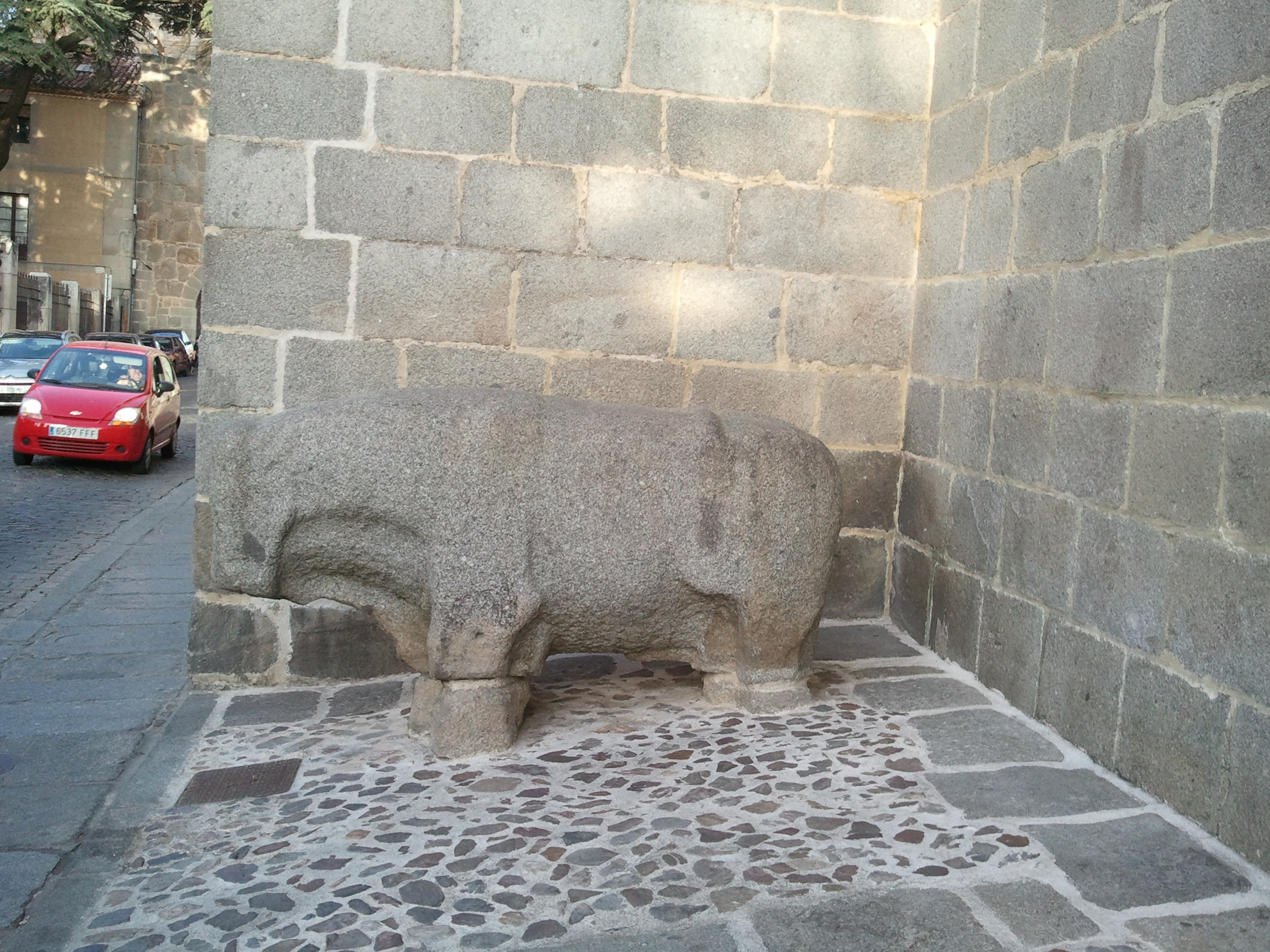
Verraco de Muñogalindo, hoy situado en la ciudad de Ávila

Su historia en la Edad Media es oscura, como la de casi todas las zonas de repoblación al sur del Duero. Su nombre nos indica que fue repoblado alrededor del siglo XII o por vasco-navarros o por aragoneses, no pudiendo establecer con claridad una u otra posibilidad.  Posteriormente el pueblo siguió creciendo, dando lugar, posiblemente en el siglo XIV, a Salobralejo, población que sigue siendo dependiente de Muñogalindo hoy día. La Edad Media termina para Muñogalindo con varios acontecimientos de importancia: El primero es la visita el 29 de febrero de 1440 del rey Juan II en uno de sus viajes a la provincia por problemas políticos. El segundo es el traspaso de parte del término del pueblo a las monjas del convento de Santa Clara de Rapariegos, entonces en Ávila y hoy día en la provincia de Segovia, que lo recibieron en donación hacia 1470 de la familia Valderrábano. El tercero, y quizá más llamativo, es la visita que realizaron los Reyes Católicos al pueblo el 19 de septiembre de 1497. 
Edad Moderna
La Edad Moderna comienza para Muñogalindo con la compra, en el primer decenio del siglo XVI, de todas las posesiones de las monjas antes citadas, por parte de Teresa Carrillo, sobrina del obispo de Ávila y mujer del I marqués de Velada, quien las arrendará a vecinos del pueblo como Pedro de la Fragua, Andrés Ximénez o Alonso de Pedro Gallego. Los siglos XVII y XVIII pasaron para Muñogalindo entre pleitos con los jesuitas de Garoza y las respuestas a los numerosos censos de esta última centuria. 
Edad Contemporánea
La Edad Contemporánea se hace notar en Muñogalindo con la llegada de las tropas napoleónicas, quienes ahogaron económicamente al Ayuntamiento y a la Iglesia en su petición continuada de dinero, además de robar en el granero de la iglesia en 1812 y posiblemente en otros lugares del pueblo. 
Hacia mediados del siglo XIX, el lugar tenía contabilizada una población de 316 habitantes. Aparece descrito en el decimoprimer volumen del Diccionario geográfico-estadístico-histórico de España y sus posesiones de Ultramar de Pascual Madoz de la siguiente manera:

MUÑOGALINDO: l. con ayunt. de la prov., part. jud. y dióc. de Avila (3 1/2 leg.), aud. terr. de Madrid (18), c. g. de Castilla la Vieja (Valladolid 22): sit. en la falda N. de una pequeña cuesta: le combaten con mas frecuencia los vientos E. y O.; el clima es frio, y sus enfermedades mas comunes tercianas y cuartanas. Tiene 118 casas de piedra berroqueña y madera con muy pocas comodidades, distribuidas en 6 calles anchas y sin empedrar; hay una plaza, casa de ayunt., cárcel, escuela de instruccion primaria comun á ambos sexos, dotada con 120 rs. y 28 fan. de trigo; dos fuentes de buenas aguas, de las cuales se utilizan los vec. para sus usos, y una igl. parr. (San Juan Evangelista), con curato de primer ascenso y provision ordinaria: tiene un anejo en Sta. Maria del Arroyo, el que está servido por un teniente que nombra él párroco y paga á sus espensas: hay una ermita Ntra. Sra. del Socorro; y el cementerio está en parage que no ofende la salud pública: confina el térm. N. Balbarda; E. Padiernos; S, Solosancho, y O. Santa Maria del Arroyo: se estiende 3/4 leg, de N. á S. y 4/2 de E. á O. y comprende un barrio titulado Salobralejo; un monte á la parte N. nombrado Carroza, en el que hay una gran casa con su oratorio y una hermosa huerta poblada de árboles frutales de varias clases, (fue granja de los PP. Jesuitas), otro monte al lado E.; ambos crian encinas y algunas matas bajas; varias pequeñas alamedas y diferentes prados naturales con escelentes pastos: le atraviesa un arroyo que pasa por el pueblo, cuyas aguas se utilizan para el riego: el terreno es de secano en su mayor parte y de mediana calidad. caminos: los que dirigen á los pueblos limítrofes, una calzada que de Avila va á la v. de Bejar y un camino carretero que conduce á la calzada del puerto del Pico; todos en mal estado: el correo se recibe en la. cab. del part. por los mismos interesados. prod.: trigo, cebada, centeno, algarrobas, patatas y lino: mantiene ganado vacuno y lanar, y cria caza de liebres, conejos y perdices. ind.: la agrícola: el comercio está reducido á la esportacion de lo sobrante, ó importacion de los art. de que se carece. pobl.: 91 vec., 316 alm. cap. prod.: 1.035,750 rs. imp.: 44,430. ind.: 2,750. contr.: 7,947 rs. 25 mrs.
(Madoz, 1848, p. 691)

Es este un siglo de cambios que también se hacen notar en Muñogalindo: se adecuó la carretera que pasa junto a él, se proyectó el ferrocarril por su término municipal aunque nunca se construyó e incluso llegó a tener notario desde mediados del siglo XIX hasta 1899. Es una época de crecimiento demográfico y económico. También a mediados del siglo, los marqueses de Velada venden sus posesiones en Muñogalindo a Enrique Aboín, quien había hecho fortuna con las desamortizaciones. 
La primera mitad del siglo XX pasa por Muñogalindo sin pena ni gloria, incluyendo la Guerra Civil, que no dejó las secuelas que en otros lugares de España. Tras la contienda, la población creció de manera exponencial, siendo muchos los que en los años sesenta emigraron a Ávila ciudad, Barcelona y sobre todo Madrid.

## Demografía
Muñogalindo cuenta con una población de 300 habitantes (INE 2024).
| Gráfica de evolución demográfica de Muñogalindo entre 1842 y 2021                                                     |
| |
| Población de derecho según los censos de población del INE. Población de hecho según los censos de población del INE. |

## Símbolos
El escudo heráldico y la bandera que representan al municipio fueron aprobados oficialmente el 7 de marzo de 2001. El escudo se blasona de la siguiente manera:

De plata, faja de gules, cargada con tres posadas de plata, acompañada en jefe de haz de tres espigas de sinople y en punta de toro de gules. Al timbre Corona Real Cerrada.
Boletín Oficial de Castilla y León nº 66 de 2 de abril de 2001

La descripción de la bandera es la siguiente:

Bandera rectangular de proporciones 2:3, formada por un paño rojo con un triángulo blanco que tiene sus vértices en los extremos del asta y en el punto medio del batiente y sobre éste otro triángulo rojo con una posada blanca que tiene sus vértices en los extremos del asta y a 1/2 de la misma.
Boletín Oficial de Castilla y León nº 66 de 2 de abril de 2001

## Patrimonio

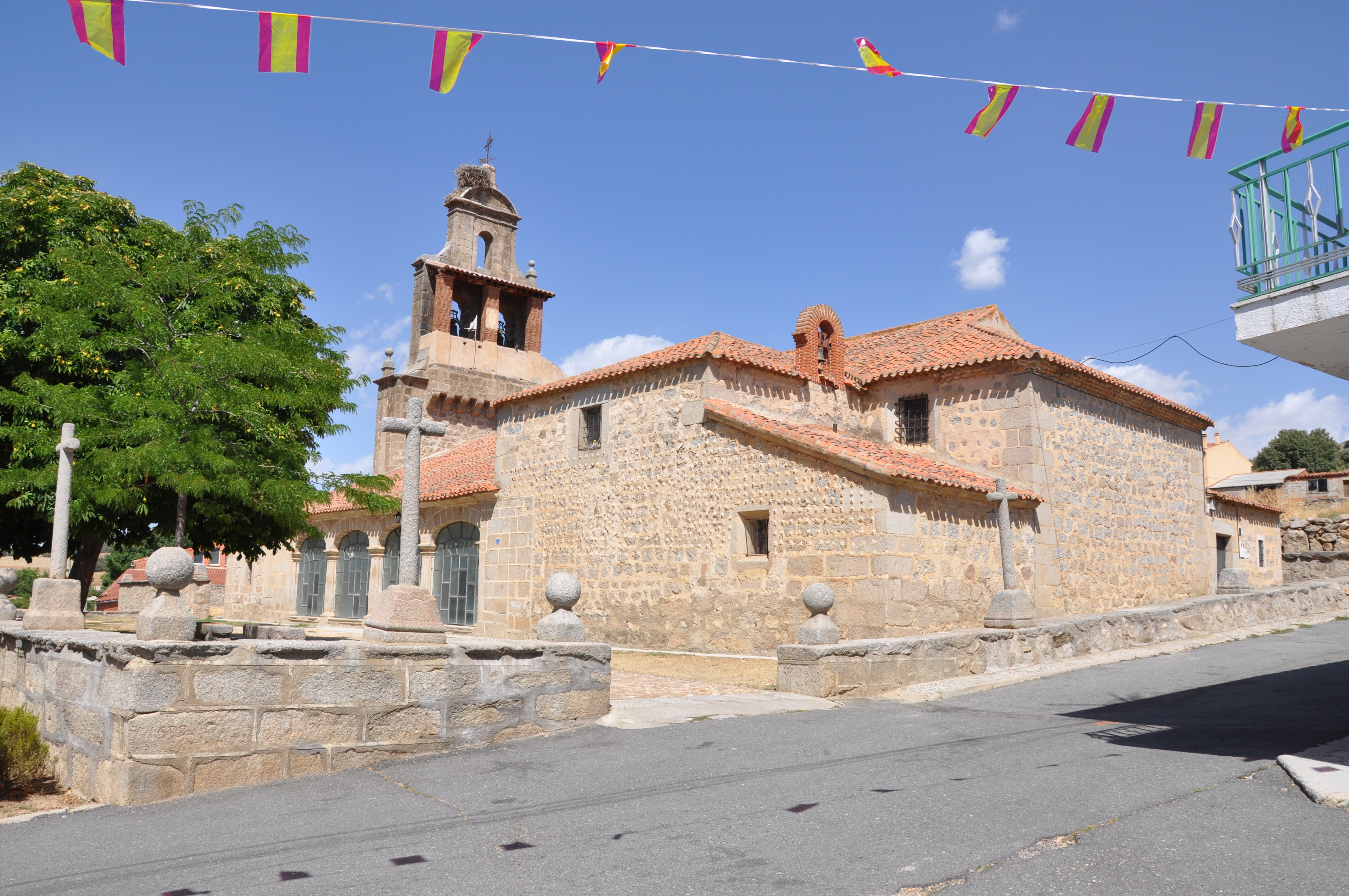
Iglesia parroquial de San Lucas evangelista en Muñogalindo

Iglesia parroquial: Consagrada a San Lucas Evangelista. Aunque no hay noticias sobre su origen, es probable que se construyese un primer templo tras la fundación del pueblo en el siglo XII. Posteriormente, se ampliaría por el aumento de población hasta llegar a los metros cuadrados que posee actualmente (excluyendo las dos capillas laterales de las que luego hablaremos). A principios del siglo XVI se alza el cuerpo de la misma, se realiza el artesonado mudéjar de esta parte y se amplía la torre. A finales del mismo siglo se alza también la capilla mayor y se realiza su artesonado, de menor calidad. 
Durante el siglo XVII sólo se realizan algunas obras de carácter menor dentro del templo, hasta que a finales de la centuria se construye el actual pórtico de la entrada, concluido en 1698.

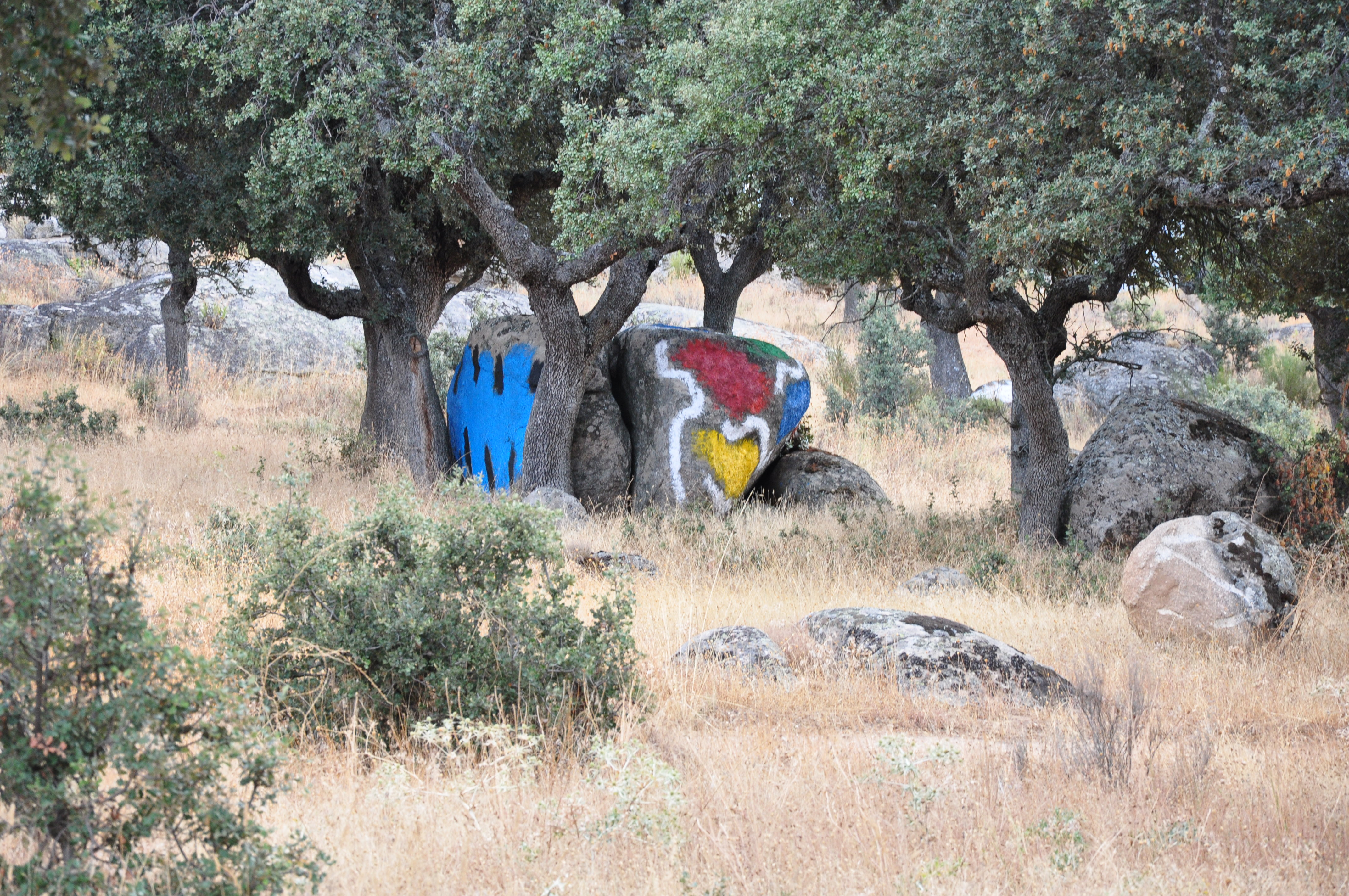
Piedras pintadas por Ibarrola en Garoza

En el siglo XVIII hay numerosas novedades tanto dentro como fuera del edificio: En cuanto al exterior, se construye el baptisterio hacia 1768 y se tira la torre antigua construyendo la actual espadaña a finales del siglo. En el interior se compran todos los retablos que hoy en día se pueden ver, se enlosa todo el suelo con grandes lanchas de piedra y se compra el púlpito. 
El siglo XIX no trae grandes novedades para la iglesia, exceptuando la desamortización de sus pocas propiedades y el arreglo de ciertas partes de su edificio por el desgaste natural. 
A principios del siglo XX se construyeron las dos capillas laterales que convierten a la iglesia en una planta de cruz latina. A mediados de este siglo se realizaron algunas reformas interiores y exteriores como el cubrimiento de madera del suelo, lo que provocó la venta de algunas piezas del interior del edificio para sufragar los gastos.
Casa-Palacio de la familia Aboín: Situada a las afueras del pueblo, rodeada de pastos y árboles, se trata de la casa de descanso de esta familia. El origen del edificio probablemente es medieval, aunque su compra por parte de los marqueses de Velada en el siglo XVI conllevó cambios en la decoración exterior. Durante muchos años fue, junto a la iglesia, la mejor construcción del pueblo, con dos pisos y otras dependencias. A mediados del siglo XIX pasó a manos de la familia Aboín, quien compró todas las posesiones de los marqueses de Velada en Muñogalindo. 
Sala de Arte "Colección Amblés": Situada en la planta baja del Ayuntamiento de Muñogalindo, recoge el arte pictórico de varios autores, entre ellos Jesús Velayos, Pedro Berrón o Agustín Ibarrola, aunque su finalidad también es la de dar espacio a jóvenes artistas abulenses.
Ecomuseo del Valle Amblés: Se trata de un centro de interpretación de la historia y el paisaje de todo el Valle Amblés. Está situado en la antigua casa del médico y cuenta, en algunas épocas del año, con guías en itinerarios a pie y en coche por el valle.

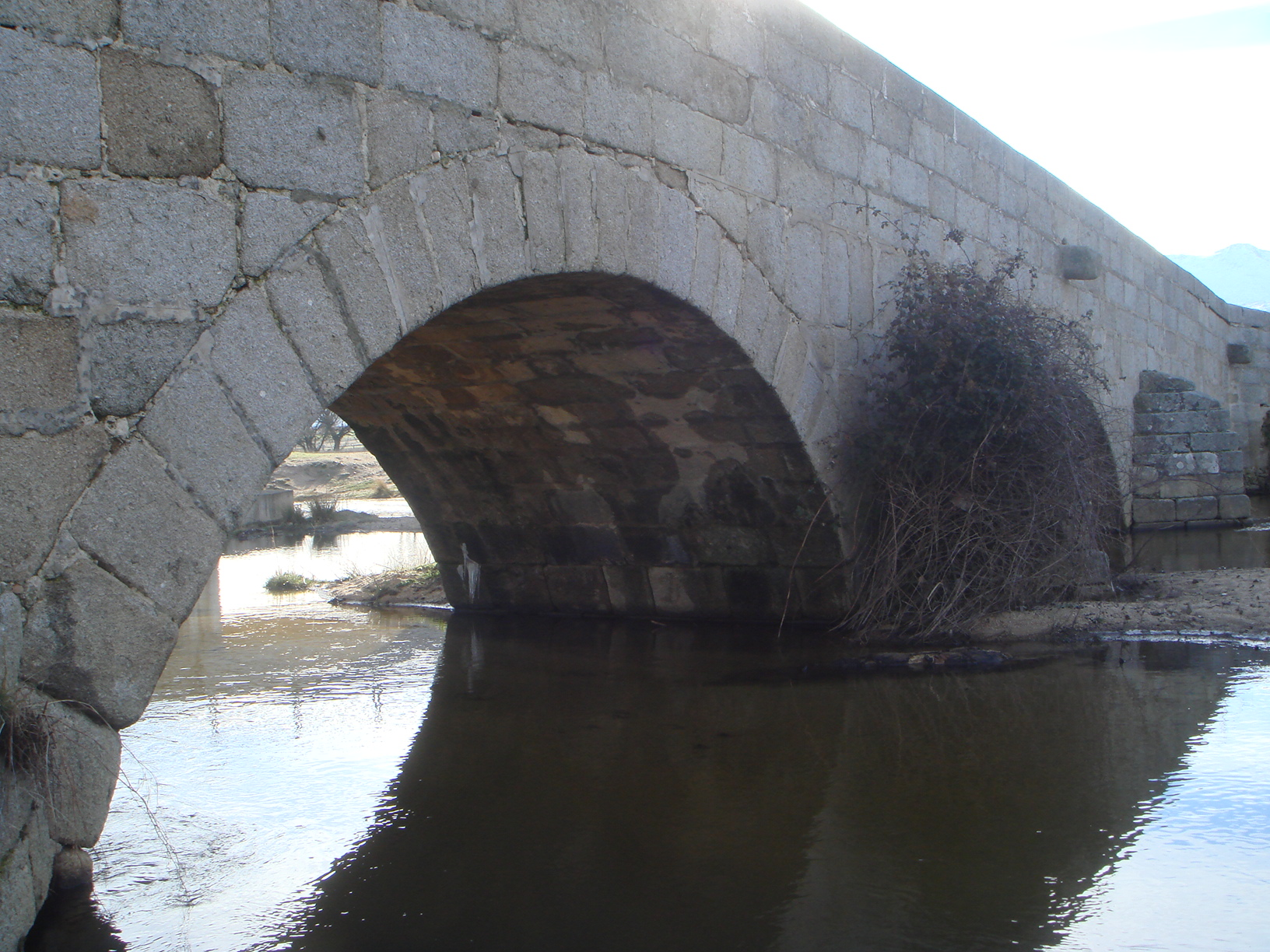
Puente de los Cobos sobre el río Adaja en el Valle de Amblés

Dehesa de Garoza: Pueblo abandonado a principios del siglo XVII, desde entonces es una dehesa perteneciente primero a los jesuitas y posteriormente a los marqueses de Canales de Chozas y marqueses de San Andrés. Aunque conserva alguna construcción a tener en cuenta, su interés se centra en las rocas que posee el recinto, pintadas por el artista vasco Agustín Ibarrola y que pueden visitarse.  
Itinerario de la Mora Aleja:Creado en el verano de 2009, se trata de un itinerario con indicaciones en el que se puede ver diferentes grabados rupestres prehistóricos dispersos por el monte del municipio, para acabar en un mirador con vistas al Valle Amblés. 
Peñáguila: Se trata de un promontorio rocoso a las afueras del pueblo. Tras él existe un yacimiento prerromano que se incluye en la red de poblados de la Edad del Bronce y el Hierro dispersos por todo el Valle Amblés. Fue excavado en los años setenta por un grupo de alumnos de la Universidad de Salamanca. Algunos de sus restos pueden verse en el Museo de Ávila.
Otros lugares de interés arqueológico: Aparte de los ya nombrados, también se encuentra el del Tumbadero de las Vacas de época romano e hispano-visigoda, otros restos de esta época cerca de la carretera de Salobralejo y otros menos visibles como el cercano al Matadero o el de los Pinos del Ingeniero, dejando a un lado una enorme cantidad de material cerámico que aparece en muchas partes del monte de Muñogalindo y que nos indican otros yacimientos aún no estudiados.